# Bombino
Omara „Bombino” Moctar (ur. 1 stycznia 1980 w Tidene jako Goumar Almoctar) – nigerski gitarzysta i wokalista.

## Życiorys
Bombino pochodzi z plemienia Tuaregów, jego ojciec był mechanikiem samochodowym, a matka zajmowała się domem. W 1990 roku rodzina zmuszona była udać się do Algierii z powodu zamieszek związanych z Powstaniem Tuaregów. Wówczas to nastoletni Omara otrzymał od swego wuja gitarę, na której grę ćwiczył pracując jako pasterz. Chcąc jednak doskonalić opanowanie instrumentu przyłączył się do grupy muzycznej Haji Bebego gdzie, jako najmłodszy i najmniejszy członek zespołu, otrzymał pseudonim „Bombino”. Jest to zniekształcone włoskie słowo „bambino” oznaczające małe dziecko.
Zasadniczy wpływ na wykształcenie się brzmienia i stylu muzycznego miały oglądane na video koncerty Jimiego Hendriksa, Marka Knopflera, Jimmy Page'a oraz Johna Mayalla. Wpływy tych artystów wyraźnie słyszalne są w „pustynnym bluesie” Bombino. Natomiast teksty utworów powstają w języku tamaszek.
W 1997 roku Bombino powrócił do Agadezu w Nigrze i rozpoczął karierę profesjonalnego muzyka. 23 października 2011 roku Bombino wraz z zespołem wystąpił po raz pierwszy w Polsce, w sali Polskiej Filharmonii Sinfonia Baltica w Słupsku w ramach cyklu Etnoscena w Słupsku. Dwa lata później zagrał w warszawskim klubie Stodoła.

## Dyskografia
- 2004 – Agamgam
- 2009 – Group Bombino – Guitars from Agadez, vol. 2 (Sublime Frequencies)
- 2011 – Agadez (Cumbancha)
- 2013 – Nomad (Nonesuch Records)
- 2016 – Azel (Partisan Records)
- 2018 – Deran (Partisan Records)
- 2023 – Sahel (Partisan Records)